# Пригородне (Шортандинський район)
При́городне (каз. Пригородное) — село у складі Шортандинського району Акмолинської області Казахстану. Адміністративний центр Пригородного сільського округу.
Населення — 718 осіб (2021; 933 у 2009, 1056 у 1999, 1212 у 1989).
Національний склад станом на 1989 рік:
- росіяни — 52 %.